# Ján Baláž
Ján Baláž (* 24. srpen 1951, Nitra) je slovenský kytarista, zpěvák a skladatel. Je jedním ze zakládajících členů skupiny Modus. Od roku 1981 spolu s Jožom Rážem a Vašem Patejdlem patří k základní sestavě kapely Elán.
Ján Baláž od sedmi let navštěvoval lidovou školu umění, obor housle, od 14 let se učil hrát na kytaru. Ovládá i hru na trumpetu a pistolový trombón.
RTVS na silvestrovskou noc dne 1. ledna 2023 uvedla přenos koncertu k 70. výročí Jána Baláža, pod názvem Klasika... alebo 40 rokov s Elánom, na kterém mnoho osobností showbyznysu přezpívalo jeho nejznámější texty.